# Mistrovství světa ve veslování 2008
Mistrovství světa ve veslování 2008 byl v pořadí 37. šampionát konaný mezi 22. a 27. červencem 2008 v Ottensheimu v Rakousku.
Každoroční veslařská regata trvající jeden týden je organizována Mezinárodní veslařskou federací (International Rowing Federation; FISA) na konci léta severní polokoule. V neolympijských letech se jedná o vyvrcholení mezinárodního veslařského kalendáře a v roce, jenž předchází  olympijským hrám, představuje jejich hlavní kvalifikační událost.
Rok 2008 byl rokem olympijským, proto program mistrovství zahrnoval pouze neolympijské disciplíny.

## Medailové pořadí
| Pořadí | Země        | Zlato | Stříbro | Bronz | Celkem |
| ------ | ----------- | ----- | ------- | ----- | ------ |
| 1      | USA         | 1     | 1       | 1     | 3      |
| 2      | Itálie      | 1     | 1       | 0     | 2      |
| 3      | Austrálie   | 1     | 0       | 1     | 2      |
| 3      | Řecko       | 1     | 0       | 1     | 2      |
| 5      | Bělorusko   | 1     | 0       | 0     | 1      |
| 5      | Kanada      | 1     | 0       | 0     | 1      |
| 5      | Nový Zéland | 1     | 0       | 0     | 1      |
| 5      | Švýcarsko   | 1     | 0       | 0     | 1      |
| 9      | Francie     | 0     | 2       | 0     | 2      |
| 10     | Německo     | 0     | 1       | 1     | 2      |
| 10     | Nizozemsko  | 0     | 1       | 1     | 2      |
| 12     | Irsko       | 0     | 1       | 0     | 1      |
| 12     | Polsko      | 0     | 1       | 0     | 1      |
| 14     | Chorvatsko  | 0     | 0       | 1     | 1      |
| 14     | Dánsko      | 0     | 0       | 1     | 1      |
| 14     | Srbsko      | 0     | 0       | 1     | 1      |
| Celkem | Celkem      | 8     | 8       | 8     | 24     |

## Přehled medailí

### Mužské disciplíny
| Disciplína                      | Zlato | Čas     | Stříbro | Čas     | Bronz | Čas     |
| Dvojka s kormidelníkem M2+      | Kanada Gabriel Bergen James Dunaway Mark Laidlaw (k)                                                                                 | 7:06,69 | Francie Sebastien Lente Benjamin Lang Benjamin Manceau (k) | 7:08,64 | Austrálie Nick Baxter Fergus Pragnell Hugh Rawlinson (k) | 7:09,30 |
| Skif LV LM1x                    | Nový Zéland Duncan Grant | 6:52,38 | Nizozemsko Jaap Schouten | 6:52,73 | Řecko Ilias Pappas | 6:55,00 |
| Dvojka bez kormidelníka LV LM2- | Řecko Nikolaos Gkountoulas Apostolos Gkountoulas                                                                                     | 6:40,92 | Itálie Andrea Caianiello Armando Dell'Aquila | 6:42,88 | Srbsko Goran Nedeljković Miloš Tomić | 6:45,25 |
| Párová čtyřka LV LM4x           | Itálie Franco Sancassani Daniele Gilardoni Stefano Basalini Daniele Danesin                                                          | 5:57,30 | Francie Remi Di Girolamo Jeremie Azou Fabrice Moreau Pierre-Etienne Pollez                                                                                          | 5:57,56 | Německo Stephan Schad Knud Lange Felix Oevermann Michael Wieler | 5:59,50 |
| Osma LV LM8+                    | USA Simon Carcagno Andrew Bolton Colin Farrell Mike Altman Patrick Todd Will Daly Thomas Paradiso Matt Muffelman Ned del Guercio (k) | 5:50,29 | Německo Matthias Veit Marc Rippel Johann-Sebastian Diemann Jonas Schuetzeberg Matthias Schoemann-Finck Adrian Bretting Olaf Beckmann Axel Schuster Martin Sauer (k) | 5:51,69 | Nizozemsko Pieter Rom Colthoff Diederick van den Bouwhuijsen Reinoud de Groot Dennis Beemsterboer Rutger Bruil Jolmer van der Sluis Maarten Tromp Maarten De Boer Ryan Den Drijver (k) | 5:52,37 |

### Ženské disciplíny
| Disciplína                  | Zlato                                                                            | Čas     | Stříbro                                                                          | Čas     | Bronz                                                                     | Čas     |
| Čtyřka bez kormidelnice W4- | Bělorusko Hanna Nakhayeva Volha Shcharbachenia Natallia Helakh Yuliya Bichyk     | 6:39,89 | USA Karen Colwellová Stesha Carle Sarah Trowbridge Esther Lofgrenová             | 6:43,56 | Dánsko Maria Pertlová Lisbet Jakobsenová Fie Graugaardová Lea Jakobsenová | 6:44,69 |
| Skif LV LW1x                | Švýcarsko Pamela Weisshauptová                                                   | 7:43,26 | Irsko Sinead Jenningsová                                                         | 7:43,81 | Chorvatsko Mirna Rajle Brodanacová                                        | 7:47,15 |
| Párová čtyřka LV LW4x       | Austrálie Ingrid Fengerová Bronwen Watsonová Miranda Bennettová Alice McNamarová | 6:36,41 | Polsko Monika Myszková Magdalena Kemnitzová Weronika Dereszová Ilona Mokronowska | 6:39,38 | USA Elizabeth Petersová Wendy Tripicianová Rebecca Smithová Hannah Moore  | 6:40,77 |